# Priority Pass
Priority Pass ist ein System zur Benutzung von weltweiten Flughafenlounges. Der Teilnehmer muss hierbei kein Mitglied eines privilegierten Vielfliegerprogramms der jeweiligen Fluggesellschaft (Loungebetreiber) sein.
Priority Pass bietet drei verschiedene Mitgliedschaften an: „Standard“, „Standard Plus“ und „Prestige“. Sie unterscheiden sich in der Jahresgebühr und der Anzahl kostenloser Eintritte. Bei „Standard“ sind alle Eintritte kostenpflichtig, bei „Standard Plus“ sind die ersten zehn, bei „Prestige“ alle Eintritte kostenlos. Bei allen drei Mitgliedschaften ist die Mitnahme einer Begleitperson kostenpflichtig. Beim Abschluss einer Mitgliedschaft wird zusätzlich eine Versandgebühr erhoben.
Die Mitgliedschaft gewährte im Jahr 2022 Zutritt zu mehr als 1.300 Business-Class-Lounges (keine First Class) oder unabhängigen Lounges, die zumeist von Flughäfen betrieben werden. Mitglieder dürfen, abhängig von den Bestimmungen der Lounge, Gäste mitbringen, für die, unabhängig von ihrem eigenen Mitgliedsstatus, stets Eintritt zu entrichten ist.
Das Programm wurde 1992 in den Markt eingeführt. Das in London beheimatete Unternehmen hat Niederlassungen in Hongkong (China) und Dallas (Texas). Der Anbieter beschäftigt etwa 220 Mitarbeiter weltweit, die rund 1,5 Millionen Kunden betreuen.
Das Unternehmen ist eine 100-prozentige Tochtergesellschaft der priority travel group Holding.